# Port Imperial Street Circuit
Port Imperial Street Circuit – tor wyścigowy w Stanach Zjednoczonych. Obiekt znajduje się w hrabstwie Hudson w stanie New Jersey. Został zaprojektowany przez Hermanna Tilke.
Na czerwiec 2013 roku planowany był na tym torze wyścig Formuły 1 o Grand Prix Ameryki. Miało to być drugie Grand Prix w Stanach Zjednoczonych po Grand Prix Stanów Zjednoczonych rozgrywanym na torze Circuit of the Americas w Teksasie. W czerwcu 2012 roku Bernie Ecclestone – szef Formuły 1 – wyraził zaniepokojenie postępem prac na torze, zaznaczając, że przy takim rozwoju sytuacji Grand Prix Ameryki prawdopodobnie nie odbędzie się w 2013 roku. W październiku 2012 roku ze względu na opóźnienia w przygotowaniach potwierdzono przeniesienie inauguracyjnego wyścigu na sezon 2014.